# Сотка (единица длины)
Сотка (также сотенник) — дореволюционная русская неметрическая единица измерения длины. Равнялась 1/100 от мерной сажени. В метрической системе — 2, 134 см. Наравне с саженью сотка применялась при обмере земли во время межевания. Сотка использовалась для указания масштабов на планах и картах.
В сотке заключалось 84 точки и 8,4 линии.